# Akbarsho Iskandrov
Akbarsho Iskandarov (região de Kurgan-Tyube, 1 de agosto de 1951) é um político tadjique que foi duas vezes presidente interino do Tadjiquistão. Ele atuou nesta posição pela primeira vez como interino de 6 de outubro a 2 de dezembro de 1991, quando Rahmon Nabiyev deixou o cargo para disputar a primeira eleição presidencial do Tajiquistão. Nabiyev venceu a eleição e assumiu como o primeiro presidente eleito pelo povo na história do país, mas renunciou em 7 de setembro de 1992, após um golpe de estado. Iskandrov assumiu novamente a presidência interina e mais tarde renunciou em 20 de novembro de 1992, após o que o cargo de presidente foi abolido e Emomali Rahmon foi instalado como chefe de estado. Iskandrov também trabalhou como embaixador no Turcomenistão e no Cazaquistão.